# Friedrich Bayer
Friedrich Bayer (Barmen, atualmente Wuppertal, 6 de junho de 1825 – Würzburg, 6 de maio de 1880) foi o fundador da atual Bayer, uma companhia química e farmacêutica alemã.
Fundou juntamente com Johann Friedrich Weskott em 1863 a fábrica de corante Friedrich Bayer em Elberfeld.

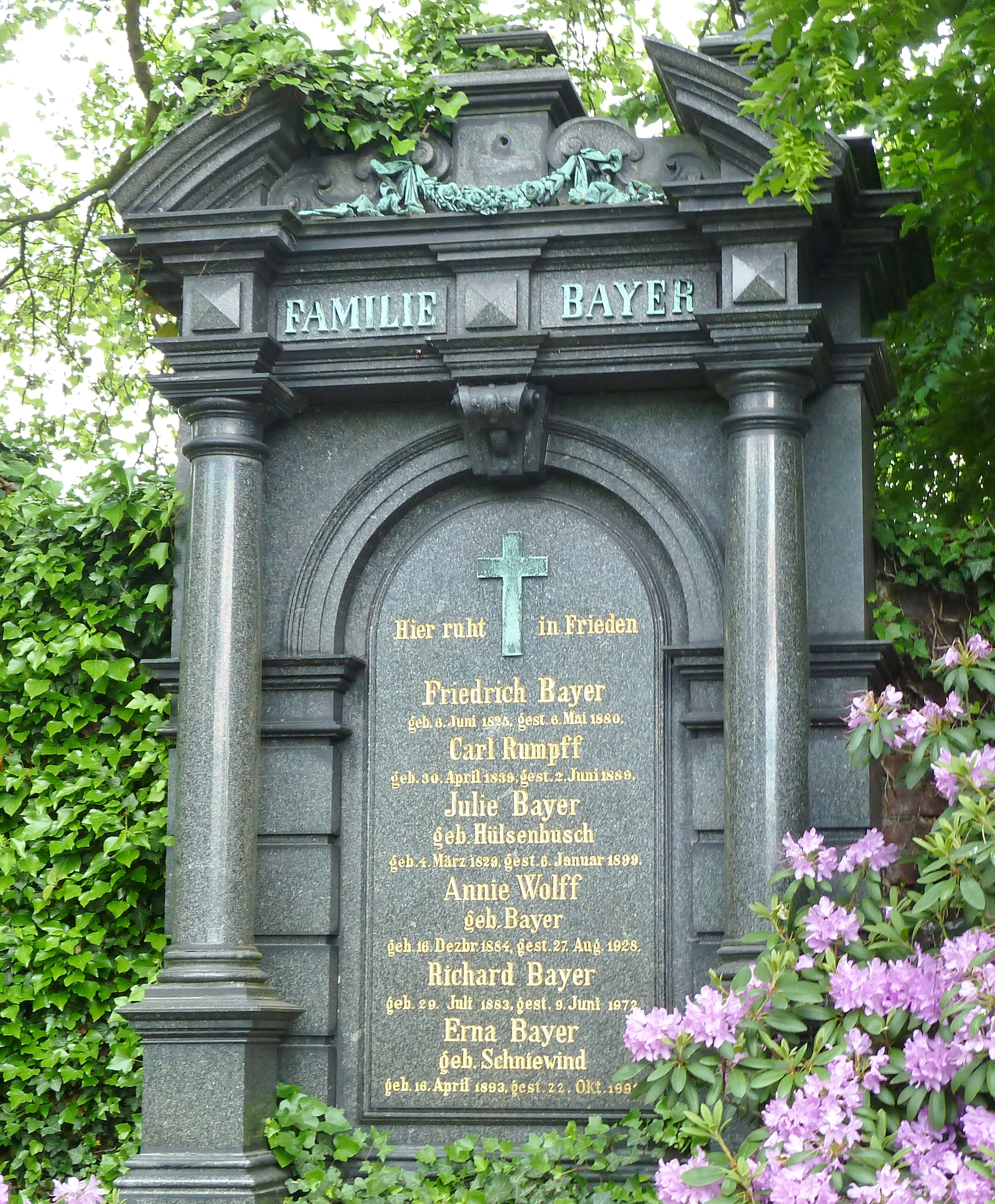
Sepultura de Friedrich Bayer, Wuppertal